# استنلی پاینز
استنلی "استن" پاینز (به انگلیسی: Stanley "Stan" Pines) که همچنین عمو استن نیز شناخته می‌شود، یک شخصیت داستانی و یکی از شخصیت‌های اصلی آبشار جاذبه، از شبکهٔ دیزنی است.

## بیوگرافی داستانی
استن عموی بزرگ  دیپر پاینز  و میبل پاینز  و برادر دوقلوی استنفورد است. او در نیوجرسی متولد و مطرح شده به عنوان یک مسیحی. قبل از سری, او یک پیوند نزدیک با برادرش به اشتراک گذاشته, استنفورد. در طول سال های نوجوانی برادر او تبدیل شدن به یک نابغه در دبیرستان بود و نام اصلی برای استن به کشف کردن که برادر خود را ارسال خواهد شد به یک کالج به نام West Coast Tech اگر او را تحت تاثیر قرار بازرسان با حرکت دائمی ماشین آلات. در یک شب سرنوشت ساز, استن به یک سالن نمایشگاه علم سرگردان و به طور تصادفی آزمایش برادرش را شکست, باعث خرابی شانس فورد از اینکه به دانشگاه پذیرفته و زور زدن رابطه خود را. خانواده اش او را طرد و پدرش گفت: اگر او می یابد یک کار خوب او قادر خواهد بود به بازگشت به خانه.

### زندگی بعد
استن برای اولین بار علاقه به فروش پس از دیدن یک بیلبورد که glamorized عمل و جو در زمان. با استفاده از نام های مختلف جعلی در طول زمان, او شروع به شرکت های بی شماری ترویج محصولات "انقلابی" که همه معلوم شد که ناکارآمد و ضعیف ساخته شده. او در نهایت دور توسط اوباش عصبانی تعقیب می شد هر بار که نقص در محصولات خود را کشف و ممنوع در اکثر کشورهای آمریکایی و همچنین در دستگیر شد 3 کشورهای مختلف از جمله کلمبیا. او همچنین در ایالات متحده هیچ لیست پرواز قرار داده شد, هر دو به دلایل ناشناخته.
استن با دریافت یک کارت پستال از استنفورد پینز ، که اکنون دکتری است ، به Gravity Falls آمد. فارغ التحصیل از دانشگاه بی نظیر Backupsmore ، که از کمک های تحقیقاتی خود برای ساختن خانه در آنجا و بررسی بزرگترین غلظت ناهنجاری های فوق طبیعی جهان استفاده کرد. در رویا ، دیو دیفرانسیل فورد را متقاعد کرد که با کمک همکارش فیدلفورد مک گاکت (در حال حاضر به عنوان "پیرمرد مک گاکت") در زیر خانه فورد ، یک درگاه بین بعدی بسازد. در یک آزمایش ، فیدفورد از حادثه ای ناشی از ناهنجاری گرانشی جان سالم به در برد ، و او را وادار به ترک پروژه کرد ، یک اسلحه اشعه ای ساخت تا خاطرات مشخص شده را پاک کند و انجمن چشم کور را پیدا کرد: یک انجمن مخفی زیرزمینی به پاک کردن خاطرات مردم شهر اختصاص داد. گرانش سقوط می کند تا وضعیت موجود را حفظ کند. هنگامی که فورد درخواست پاسخ کرد ، بیل قصد واقعی خود را آشکار کرد و باعث شد فورد برای کمک با استن تماس بگیرد.
پس از استن وارد او آموخته است که فورد تا به حال مخفی خود دو سه مجلات مستند فوق العاده خود را یافته و توضیح میدهد که چگونه به راه اندازی پورتال ضامن برای اولین بار به استن به امید او موافق به دفن آن "به عنوان دور به عنوان امکان پذیر است". خشم که فورد او را پاسخ نمی برای آشتی دادن, استن به بحث با فورد کردم و سعی کردم برای سوزاندن مجله. در نزاع و جدال, استن فورد به پورتال به طور تصادفی فعال انداخت, که پس از آن از سوخت زد و غیر فعال. استن به ترس خود را آموخته است که او می تواند پورتال بدون هر سه مجلات دوباره فعال نیست به او نشان دهد که چگونه.
پس از در حال اجرا از مواد غذایی استن رفت و به شهر برای خرید برخی از لوازم, اما مردم محلی اشتباه او را برای فورد و درخواست برای یک تور از خانه ارائه پول است. استن موافقت کرد, اتخاذ نام "استنفورد" را به عنوان خود. او سعی کرد تا آنها را تحت تاثیر قرار دادن با برخی از اختراعات فورد اما شکست خورده, پس از آن بیش از گردشگران با اولین جاذبه های جعلی خود را به دست آورد. استن پس از آن خانه را به یک تله توریستی از جاذبه های جعلی تبدیل, دوبله آن در ابتدا "کلبه قتل", اما بعد از آن تغییر نام"رمز و راز زیستن". او حتی مرگ او را به عنوان استنلی جعلی با برگزاری یک تصادف ماشین برای جلوگیری از تعقیب بیشتر از پلیس و پاک کردن گذشته خود. برای 30 سال گذشته و قبل از شروع سری استن ادامه داد: به دزدکی حرکت کردن را به آزمایشگاه در شب را امتحان کنید فعال پورتال بنابراین او می تواند نجات فورد.

#### سری اصلی
برای بسیاری از آبشار گرانش, استن نشان داده شده است که ساده, شخصیت خسیس که تدبیر بازیگوش, برنامه های خنده دار برای کسب پول از گردشگری رمز و راز زیستن. با وجود حرص و طمع خود, او واقعا محافظ از دب اکبر برادرزاده خود و بزرگ خواهرزاده میبل است, پدر و مادر که از او خواسته اند به تماشای دوقلوها برای تابستان. او همچنین وانمود می شود غافل از جاذبه آبشار' فوقالعاده عجایب و درگیر در یک تلخ رقابت با گیدئون خوشدل: به بدخواه 10 ساله مالک یکی دیگر از تله های توریستی لقب "چادر تله پاتی" که خم بر ادعا رمز و راز زیستن برای خود. بدون اطلاع دب اکبر و میبل, استن برای اولین بار از مجلات فورد. در پایان اولین فصل پس جدعون بازداشت باعث کشتار جمعی و فریب خود را گردشگران در قسمت "گیدئون افزایش می یابد" استن به دست آوردن هر سه مجلات و تلاش می کند تا با استفاده از آنها برای فعال کردن پورتال. او در نهایت در فعال کردن مجدد پورتال و آوردن فورد به بعد خانه اش در نزدیکی پایان قسمت فصل دوم موفق "نه آنچه که او به نظر می رسد". برادران پس از آن داستان خود را به دب اکبر و میبل و مبارزه برای اتصال مجدد بیش از قسمت های بعدی به دلیل مسیرهای مختلف زندگی خود را گرفته اند به.
در چند قسمت اخیر آخرالزمان پیشگویی شده با لقب «Weirdmageddon» آغاز می شود، بیل سیفر فورد را اسیر می کند و استن به شاک پناه می برد که با طلسم تک شاخ استنفورد مسحور شده است. مک گوکت او را پیدا می کند و به شاک ارتشی از شخصیت های حمایت کننده سریال دعوت می کند. استن به دیپر، مابل و کارمندانش سوس و وندی حسادت می کند که می خواهند او را نجات دهند با اینکه احساس مسئولیت آخرالزمان می کند.پس از نبرد با شیاطین بیل با استفاده از "Shacktron"، یک ربات مبارزه ساخته شده از Shack خود، قهرمانان unfreeze بقیه townfolk در قلعه بیل، "Fearamid". برای متوقف کردن بیل، فورد روی زمین یک نمودار نبوی ترسیم می کند که ده نماد را در اطراف یک چرخ تحمل می کند. هر نماد نشان دهنده چیزی مربوط به یکی از شخصیت های اصلی سری است. هر فرد به جز استن روی نماد خود می ایستد که می خواهد فورد از او تشکر کند. فورد درخواست خود را به او می دهد اما فورد اندکی پس از آن دستور زبان خود را تصحیح می کند. برادران می جنگند تا اینکه بیل آن ها را پیدا می کند، خانواده پاینز را اسیر می کند و هر دیگری را به نوار تبدیل می کند. دیپر و مابل حواس بیل را پرت می کنند و از سلول شان فرار می کنند در حالی که استن و فورد در سلول دیگری قفل شده اند و در نهایت در آنجا آشتی می کنند.فورد نشان می دهد که بیل نیاز به یک معادله مخفی ذخیره شده در ذهن خود را به گسترش اثر Weirdmageddon در سراسر جهان و که luring بیل را به ذهن او، و سپس پاک کردن آن را با تفنگ حافظه مک گوکت، شیطان را از وجود پاک. با این حال، این به ظاهر غیرممکن است، چرا که فورد یک صفحه فلزی در جمجمه اش دارد تا بیل را از دسترسی به افکارش باز دارد. استن داوطلب می شود تا ذهنش پاک شود و برادران لباس ها را تعویض می کنند. هنگامی که بیل برمی گردد، استن مبدل با طرح او موافقت می کند و بیل را فریب می دهد تا وارد منظره ذهن اشتباه شود. در حالی که فورد حافظه استن را پاک می کند، بیل توسط خود ذهن استن به عدم وجود مشت می زند که متوجه می شود هدف او در زندگی محافظت از خانواده اش قبل از سوختن در سکوت بوده است.پس از بازگشت گرانش فالز به حالت عادی، استن بدون هیچ خاطره ای بیدار می شود تا اینکه خانواده و دوستانش آن ها را احیا می کنند. در آخرین روز تابستان، استن و فورد برنامه ریزی می کنند تا رویای خود را برای قایقرانی در سراسر جهان زندگی کنند، این بار برای پیدا کردن آنومالی های بیشتر. استن ترویج Soos مشتاق به مدیر Shack و آخرین بار در فلش رو به جلو در دریا با فورد دیده می شود به عنوان آنها با ناهنجاری در یک کشتی لقب "استن او جنگ دوم" برخورد.